# 盐泽双脊荠
盐泽双脊荠（学名：Dilophia salsa）为十字花科双脊荠属下的一个种。